# درة غاوان (مقاطعة ديواندرة)
درة غاوان (بالفارسية: دره گاوان) هي قرية تقع في قسم تشهل تششمه الريفي (مقاطعة ديواندرة) في إيران. يقدر عدد سكانها بـ 84 نسمة بحسب إحصاء 2016.